# Dare ga sono kane o narasu no ka?
Dare ga sono kane o narasu no ka? (jap. 誰がその鐘を鳴らすのか?) – utwór muzyczny japońskiego zespołu Keyakizaka46, wydany w Japonii 21 sierpnia 2020 roku przez Sony Records wyłącznie w dystrybucji cyfrowej. Jest to ostatni singel, który zespół wydał pod nazwą Keyakizaka46.

## Lista utworów
| Nr | Tytuł utworu                                                  | Tekst           | Kompozycja              | Aranżacja               | Długość |
| -- | ------------------------------------------------------------- | --------------- | ----------------------- | ----------------------- | ------- |
| 1. | „Dare ga sono kane o narasu no ka?” (誰がその鐘を鳴らすのか?) | Yasushi Akimoto | Yūki Tsujimura, Ken Itō | Yūki Tsujimura, Ken Itō | 4:05    |

## Skład zespołu
W choreografii do piosenki żadna z członkiń nie zajęła środkowej pozycji.
- Keyakizaka46 1. gen.: Nijika Ishimori, Rina Uemura, Rika Ozeki, Minami Koike, Yui Kobayashi, Fuyuka Saitō, Shiori Satō, Yūka Sugai, Mizuho Habu, Aoi Harada, Akane Moriya, Rika Watanabe, Risa Watanabe
- Keyakizaka46 2. gen.: Rina Inoue, Hikari Endō, Rei Ōzono, Akiho Onuma, Marino Kosaka, Yumiko Seki, Yui Takemoto, Hono Tamura, Karin Fujiyoshi, Kira Masumoto, Rina Matsuda, Riko Matsudaira, Hikaru Morita, Rena Moriya, Ten Yamasaki

Źródło: 

## Notowania
| Lista                        | Pozycja |
| ---------------------------- | ------- |
| Oricon Digital Singles Chart | 1       |
| Billboard Japan Hot 100      | 14      |

## Sprzedaż
| Dane wg         | Sprzedaż |
| --------------- | -------- |
| Oricon          | 44 221+  |
| Billboard Japan | 36 509+  |